# Bataille de Marj Ayoun
Pour les articles homonymes, voir Ayoun (homonymie) et Bataille de Marjayoun.
Période intermédiaire post-Deuxième croisade
Batailles
- Montgisard
- Marj Ayoun
- Kerak
- Cresson
- Hattin
- Jérusalem
- Tyr

La bataille de Marj Ayoun est une victoire du sultan Ayyoubide Saladin contre une armée croisée conduite par le roi Baudouin IV de Jérusalem. Le roi chrétien, atteint de la lèpre, a échappé de peu à la capture.

## Contexte
En 1177, Saladin avait tenté d'envahir le royaume de Jérusalem depuis l'Égypte. Baudouin, avec une armée très réduite avait réussi à prendre son armée par surprise et à lui infliger une cuisante défaite.
En 1179, Saladin essaie de nouveau, à la tête d'une armée venant de Damas. De plus la sécheresse  qui sévit en Syrie diminue dangereusement les récoltes des états musulmans. Saladin installe son armée à Banias et envoie des raids pour piller les villages et les campagnes autour de Sidon, pour ramener ce qu'ils pouvaient en récolte et détruire le reste. Les fermiers et les villageois pillés ne sont plus en mesure de payer les loyers et les impôts à leurs seigneurs. Si la politique de destruction de Saladin n'est pas interrompue, le royaume de Jérusalem va sensiblement s'appauvrir,.
En réaction, Baudouin IV marche à la tête de son armée en direction de Tibérias, au bord de la mer de Galilée. Il poursuit sa route vers Safed, puis vers le château de Toron, situé à une vingtaine de kilomètres à l'est de Tyr. Rejoint par les Templiers menés par Eudes de Saint-Amand et un détachement du comte Raymond III de Tripoli, Baudouin prend la direction du nord.

## La bataille
Du haut d'un mont haut de 900 mètres que Guillaume de Tyr nomme Mesaphar, les Francs repèrent le camp de Saladin. Baudouin et son conseil décident de descendre sur la plaine et de l'attaquer en premier. Alors que les troupes franques descendent du plateau, les chevaliers et les fantassins se séparent. Après quelques heures, la chevalerie rencontre des troupes sarrasines commandées par Farrukh-Shâh, neveu de Saladin, qui reviennent d'un raid et les chevaliers croisés, au nombre de six cents défont aisément la trentaine de soldats musulmans le 9 juin. Mais quelques éclaireurs leur échappent et arrivent au camp de Saladin, et les soldats croisés ne peuvent maitriser les troupeaux ramenés par les pillards qui fuient vers le camp ayyoubide,.
Croyant la bataille gagnée, les Francs baissent leur garde. Les troupes croisées restent dispersées, les Templiers et les chevaliers de Tripoli patrouillent entre Marj Ayoun et la Litani, tandis que l'infanterie se repose de sa marche forcée, faite plus tôt dans la journée.
Saladin, alerté par les troupeaux en fuite puis averti par les rescapés de l'escarmouche, donne l'alarme et met son camp en état de défense, craignant une incursion franque. En raison de la dispersion des troupes franques, cette incursion ne vient pas et Saladin décide d'attaquer les Croisés. Mal préparés au combat, les Francs sont sévèrement battus. Ce sont d'abord les troupes templières et celle de Tripoli qui reçoivent le gros des troupes musulmanes et qui sont rapidement désorganisées. Très rapidement, le reste de l'armée franque prend la fuite. Baudouin IV échappe de peu à la capture. Incapable de monter un cheval à cause de la lèpre, il est évacué par un chevalier alors que sa garde se fraie un chemin à travers les lignes sarrasines. De nombreux rescapés francs fuient et trouvent refuge au château de Beaufort à environ huit kilomètres au sud du champ de bataille. Les fuyards croisent les troupes que Renaud de Sidon apporte en renfort, et lui assurent de l'inutilité de poursuivre plus avant. Grave erreur, car il aurait pu intimider les soldats de Saladin et diminuer le nombre des pertes.
Les témoins de la bataille attribuent la défaite à Eudes de Saint-Amand, maître de l'Ordre du Temple, qui est capturé au cours de la bataille et qui meurt en captivité le 9 octobre 1179. Aux dires de l'Estoire d'Éracles, il serait allé de l'avant en entraînant les chevaliers de Tripoli au lieu de rester aux côtés du roi, causant la dispersion des troupes du royaume.

## Conséquences
Saladin profite de son avantage pour assiéger le Chastelet que Baudouin IV venait de faire édifier au Gué de Jacob. Durant les années qui suivent, les chefs francs deviennent plus prudents, et les campagnes suivantes, la bataille de Belvoir (1182) et la bataille d'Al-Fule (1183) sont de nature strictement défensive.